# Gaston L'Heureux
Pour les articles homonymes, voir L'Heureux.
Gaston L'Heureux (né à Québec le 14 mai 1943 - mort le 9 janvier 2011  à Montréal,,) est un journaliste québécois, tôt devenu un animateur de télévision fort connu, qui fut aussi quelquefois acteur.

## Biographie
C'est dans la ville de Québec que Gaston L'Heureux naît en 1943. Son père (veuf remarié) a 62 ans, sa mère 26 ans.

### Du journalisme à l'animation
Il commence à travailler avant d'avoir parachevé ses études, décrochant (en 1962) son premier emploi au journal Le Soleil à l'âge de 19 ans. Dans les années 1960, il anime l'émission hebdomadaire Au masculin (le samedi soir après La soirée du hockey) en provenance de Québec, « émission qui laissait entrevoir un play-boy plein de verve ».
Avis de recherche (1982-1985) fut « son plus grand succès » d'animation. La coanimation, avec Guy Boucher, de l'émission Les Coqueluches fut également un point tournant dans sa carrière.
Sa dernière série d'émissions régulières à la télévision, Josée, Gaston et cie, qu’il coanimait avec Josée Lavigueur à TVA, remonte à 2002.

### Paralysie
En 2007, un accident de voiture le força à prendre sa retraite et le confina au fauteuil roulant.

### Diabète
Il était aussi diabétique et fut porte-parole de Diabète Québec à compter de l'automne 1997.

### Contribution philanthropique
« Partout, il a laissé le souvenir d'un homme généreux et attentionné. Durant la crise du verglas, il avait initié une tournée qui avait permis de récolter environ 2,5 millions de dollars, versés à des banques alimentaires. ».
Il meurt le 9 janvier 2011, à l'âge de 67 ans.

## Animateur de télévision
- 1967-1969 : à la télévision éducative (à TVEQ)[8]
- 1971-1973 : Au masculin (variétés)
- 1973-1974 : Le Joint (à CBVT, ville de Québec, Affaires publiques)
- 1974 : Téléthon de Noël (à CKTM)
- 1974-1978 : Les Coqueluches (à la SRC, Montréal, avec Guy Boucher, variétés)
- 1977-1978 : Visages (à Radio-Québec, Montréal, documentaire)
- 1978-1979 : Portraits (à Radio-Québec, Montréal, documentaire)
- 1978 : Les Mystères de l'homme (à Radio-Québec, Montréal, chronique)
- 1979 : La Puce à l'oreille (à Radio-Québec, Montréal, jeu)
- 1982-1985 : Avis de recherche (à la SRC, Montréal, variétés talk-show)
- 1983 : Québec Magazine (à CBVT, ville de Québec, avec Marie Savane, magazine socio-culturel)
- 1983 : Bonjour le monde (à TVA, Montréal)
- 1986 : Gala Métrostar (à TVA, Montréal)
- 1986-1987 : L'Heureux retour (à TQS, Montréal)
- 1987-1988 : C'est quoi ton signe ? (à TQS, Montréal)
- 1987-1988 : Cinq pour un (à Radio-Québec, jeu)
- 1988-1989 : Journal intime (à TVA, Montréal, variétés)
- 1989-1990 : Une paire d'as (à la SRC, Montréal, avec Ghyslain Tremblay, jeu))
- 1990-1991 : L'Heure G (à la SRC, Montréal, talk-show)
- 1991-1993 : Gala Excellence La Presse (à la SRC, Montréal)
- 1992-1993 : Millefeuilles (à la SRC, Montréal, émission littéraire)
- 1993-1996 : Vins et fromages (à TVA, Montréal, gastronomie)
- 1994 : Croque-Monsieur (à TQS, Montréal, chronique, variétés)
- 1999 : Le Combat des chefs (Canal Vie, Montréal, cuisine)
- 2002 : Josée, Gaston et Cie (à TVA, Montréal, magazine santé)

## Radio
- 1985 : Morning Man (à CIEL-FM, Montréal)

## Acteur
- 1982-1985 : Vaut mieux en rire (Jacques Payette et Jean Bissonnette, réalisateurs)
- 1990-1991 : La Misère des riches (Richard Martin, réalisateur)
- 1994 : Miséricorde : Curé Lamy
- 2001 ou 2002 : La Vie, la vie
- 2003 : 100 % bio (Claude Fortin, réalisateur)